# Matějov
Matějov (německy Mategow) je obec v okrese Žďár nad Sázavou v kraji Vysočina. Žije zde 198 obyvatel. Leží v CHKO Žďárské vrchy, 800 metrů od historické česko-moravské hranice, na moravské straně.

## Historie
První písemná zmínka pochází z roku 1366. V roce 1892 místní založili sbor dobrovolných hasičů.

## Pamětihodnosti
- Matějovský rybník – čítá 68,9 ha, je významnou přírodní rezervací, vede okolo něj naučná stezka Babín[5].
- Boží muka z roku 1759 stojí při silnici na Nové Veselí.[4]
- Nachází se zde několik křížů – Chlubnů (1819), Flesarů kříž (1820), Blažíčků (1828), Řezníků (1887), Pavlíčků (1895).
- Polákova lípa
- Pomník padlým z roku 1924 stojí u kaple Jména Panny Marie.[4]
- Původně dřevěná bývalá rychta v roce 1891 vyhořela.[4]
- Kaple Jména Panny Marie byla postavena v letech 1907–1908 v novobarokním styl s barokními vitrážemi.[4] Vysvěcení proběhlo v roce 1910. Během první a druhé světové války došlo k rekvizici zvonů.

## Obyvatelstvo
| Rok            | 1850 | 1869 | 1880 | 1890 | 1900 | 1910 | 1921 | 1930 | 1950 | 1961 | 1970 | 1980 | 1991 | 2001 | 2008 |
| Počet obyvatel | 281  | 199  | 251  | 260  | 241  | 271  | 253  | 263  | 203  | 198  | 192  | 202  | 209  | 204  | 216  |

## Galerie

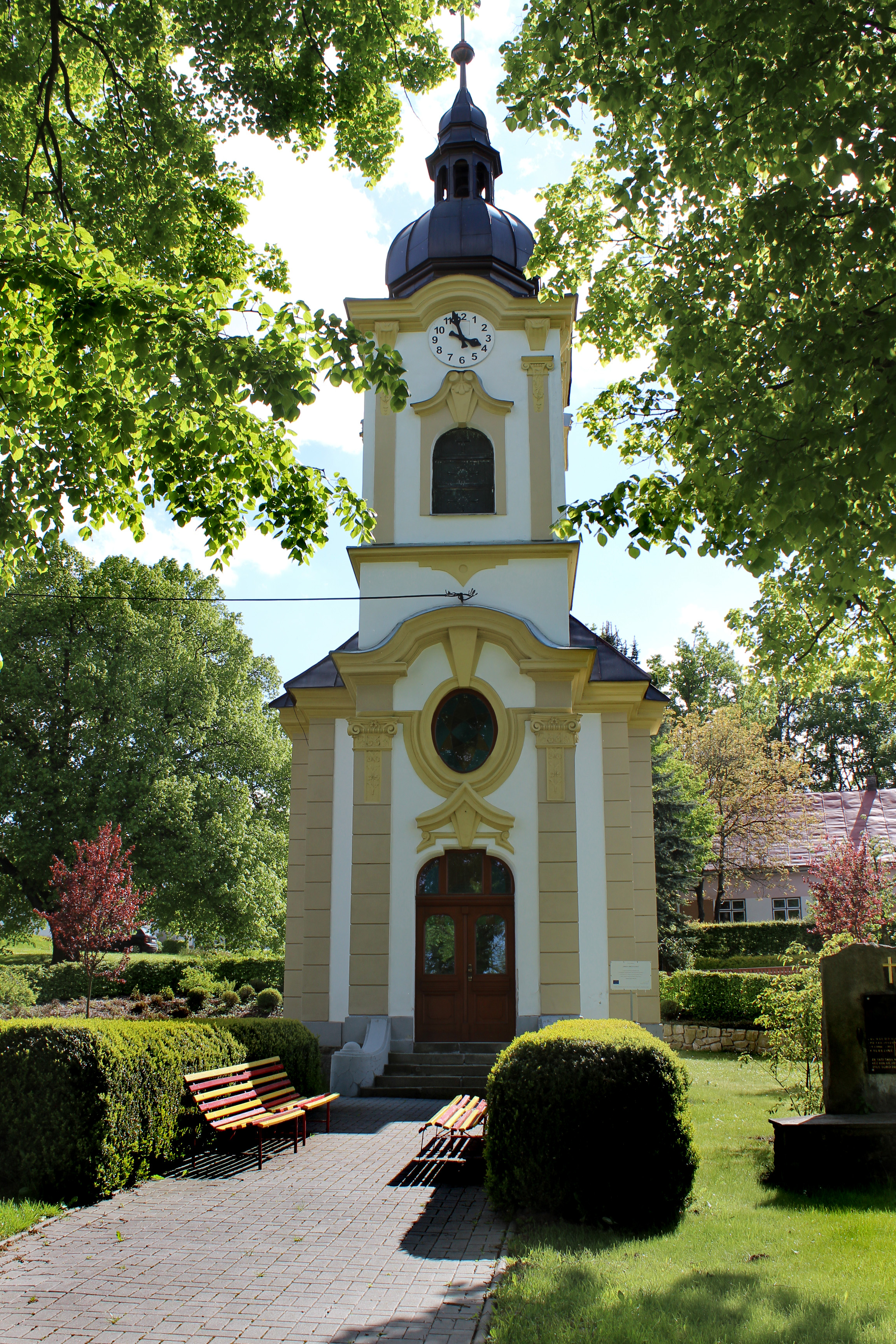
Kaple nad návsí
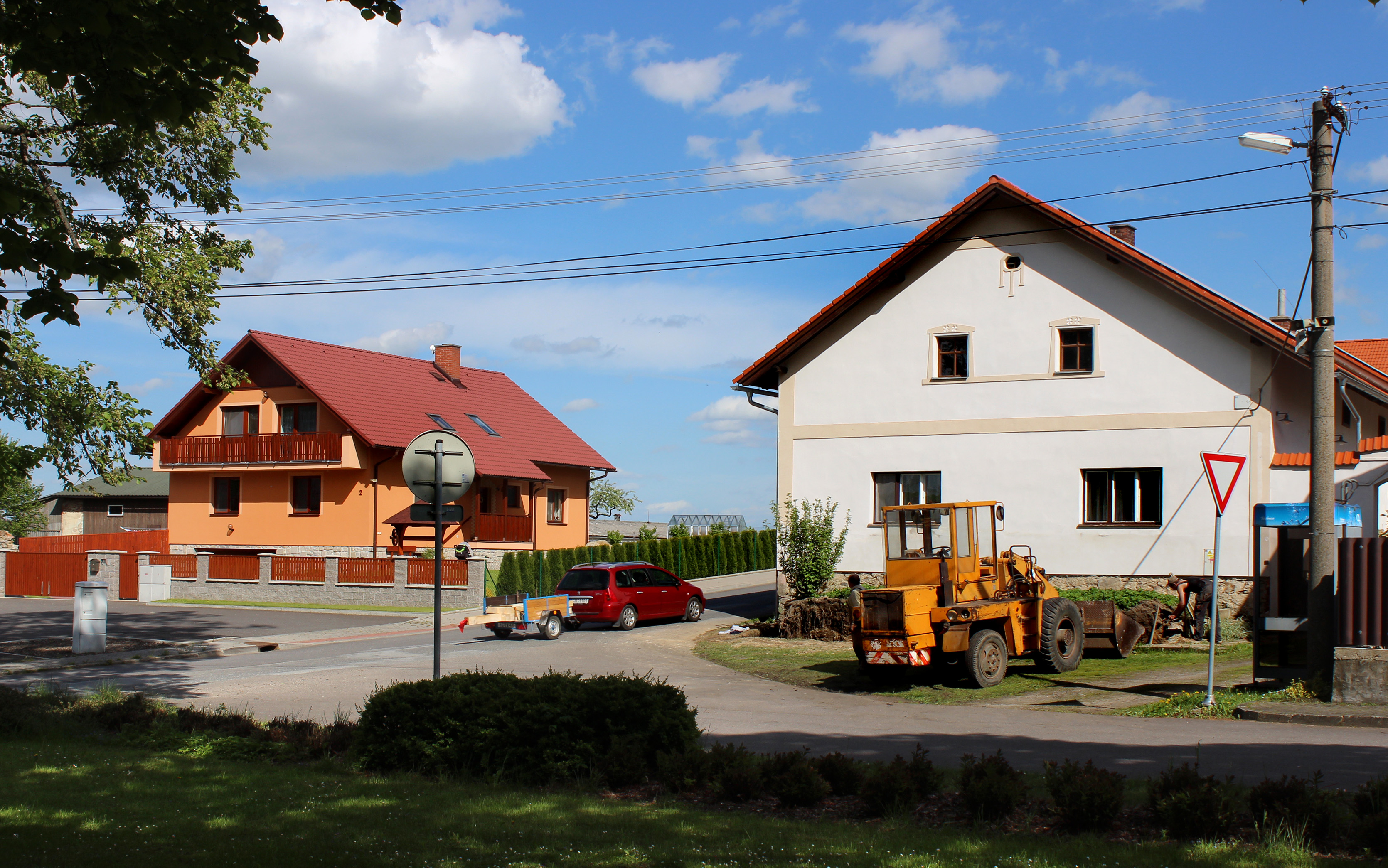
Dolní část návsi